# هجوم الكاربات الغربية
هجوم الكاربات الغربية (بالروسية: Западно-Карпатская наступательная операция) كان هجومًا ناجحًا شنه الجيش الأحمر خلال الحرب العالمية الثانية، واستمر من 12 يناير إلى 18 فبراير 1945.

## القوات
كانت الجبهة الأوكرانية الرابعة (بما في ذلك الفيلق التشيكوسلوفاكي الأول تحت قيادة لودفيك سفوبودا) تحت قيادة إيفان بتروف والجبهة الأوكرانية الثانية تحت قيادة روديون مالينوفسكي (بما في ذلك الجيش الروماني الأول تحت قيادة نيكولاي ماتشي والجيش الروماني الرابع تحت قيادة نيكولاي داسكاليسكو)، تهدف إلى صد القوات الألمانية المتجمعة في جبال الكاربات الغربية.
تكونت قوات المحور من جيش الدبابات الأول (غوتهارد هاينريتسي)، والجيش الثامن (هانز كريسينج)، وأجزاء من الجيش السابع عشر (فريدريش شولتز)، والجيش المجري الأول (ديزو لازلو). كانت خطوط الدفاع الألمانية تعتمد ليس فقط على التضاريس الجبلية ولكن أيضًا على العديد من البحيرات والأنهار.

## الهجوم
بدأ الهجوم في نفس اليوم الذي بدأ فيه الهجوم الأكبر في فيستولا-أودر، في حين انطلق هجوم بروسيا الشرقية في اليوم التالي.

### هجوم الجبهة الأوكرانية الثانية
في يوم 12 يناير، في الساعة 8:15 صباحًا، هاجم الجيش الثامن والثلاثين بقيادة الجنرال كيريل موسكالينكو من الجبهة الأوكرانية الرابعة بعد إعداد مدفعي ثقيل بفيلقي البنادق الـ101 والـ67. خلف الجناح الأيسر، تم الاحتفاظ بفيلق البندقية رقم 52 كاحتياطي لشن هجوم لاحق. في 15 يناير، تم تحقيق اختراق خلال صفوف فيلق الدبابات الألماني الحادي عشر بقيادة الجنرال ماتياس كلاينهايستركامب وتمكنت من متابعته حتى مسافة 18 كم في الأيام القليلة التالية. في 16 يناير، تم الاستيلاء على جاسلو (في جنوب شرق بولندا) من قبل فرقة الحرس السبعين وفرقة البنادق 140 من فيلق البنادق 101.
في 18 يناير، بدأ جيش الحرس الأول بقيادة الجنرال أندريه جريتشكو هجومه ضد فيلق الجيش الألماني الحادي عشر تحت إمرة الجنرال فون بوناو إلى الجنوب عبر نهر أوندافا. استخدمت الجبهة الأوكرانية الرابعة حوالي 215 دبابة ومدفع ذاتي الحركة، 134 منها مع الجيش الثامن والثلاثين و42 دبابة فقط في جيش الحرس الأول بسبب التضاريس الجبلية.
تمزقت جبهة فرقة المشاة الألمانية 253 بقيادة الجنرال كارل بيكر، المنتشرة في المنطقة الواقعة على بعد 25 كيلومترًا جنوب جاسلو، من بولاني إلى جنوب ستروبكوف، على يد الفيلقين السوفييتيين الـ11 والـ107. وتم دفع القوات الألمانية إلى مسافة 22 كيلومترًا وفي اليوم التالي استولى القوات السوفييتية على بريشوف.
إلى الجنوب، هاجم الجيش السوفييتي الثامن عشر بقيادة الجنرال أنطون جاستيلوفيش مواقع الفيلق الجبلي الألماني التاسع والثلاثين للجنرال كارل فون لو سوير، في قسم الفيلق المجري الخامس، واستولت على مدينة كوشيتسه (في شرق سلوفاكيا).

### هجوم الجبهة الأوكرانية الرابعة
شن الجناح الأيسر للجبهة الأوكرانية الثانية هجومه في وقت واحد من شمال المجر وغزا جبال خام السلوفاك. تمكن الجيش السوفييتي الأربعون بقيادة الجنرال فيليب جماشينكو من صد الجيش المجري الأول عبر معبر روزناو إلى روزنافا، وعبر نهر ساجو واستولى على مدينة برزنو. على يسار الجبهة كان الجيش السوفييتي السابع والعشرون للجنرال سيرجي تروفيمينكو يرافق التقدم نحو زفولن.

### المرحلة النهائية
بحلول نهاية شهر يناير، وصلت قوات الجبهة الأوكرانية الرابعة إلى خطوط الدفاع الألمانية على نهر سولا شرق خط زيفيتش - جابلونكا - ليبتوفسكي هرادوك - ليبتوفسكي ميكولاش. وتوقف تقدم الجبهة الأوكرانية الرابعة غرب سترومين وزيفيتش وجابلونكا، شرق ليبتوفسكي هرادوك وليبتوفسكي ميكولاش. واستولى جيش الحرس الأول والجيش الثامن والثلاثين على مدينة بيلسكو بياوا المحصنة بشدة. وواصلت الجبهة الأوكرانية الثانية القتال حتى منتصف شهر مارس ووصلت إلى نهر هرون.

## الخسائر
سحق الجيش الأحمر 17 فرقة ولواءًا واحدًا من دول المحور، وأسر 137 ألف فرد وفقًا لمصادره. بالإضافة إلى ذلك، دمر أو استولى على 2300 مدفع و320 دبابة و65 طائرة،. تحررت أجزاء كبيرة من سلوفاكيا والمناطق الجنوبية من بولندا من الألمان. قدر الجيش الأحمر خسائره بنحو 78,988 (بما في ذلك 16,337 قتيلاً و62,651 جريحًا). خسر الجيش الروماني الأول والرابع 12 ألف جندي (2500 قتيل) والفيلق التشيكوسلوفاكي الأول 970 رجلاً (260 قتيلاً). ويقال أيضًا أن الجانب السوفييتي فقد 359 دبابة و753 مدفعًا و94 طائرة. فقدت ألمانيا السيطرة على جبال خام السلوفاك ومواردها الاستراتيجية.